# Повіт Хіґасі-Ібаракі
Пові́т Хіґа́сі-Ібара́кі (яп. 東茨城郡, ひがしいばらきぐん, МФА: [çigaɕi ibaɾakʲi guɴ]) — повіт в префектурі Ібаракі, Японія.